# Pam Kilborn
Pam Kilborn (Melbourne, Australia, 12 de agosto de 1939), también llamada Pamela Ryan, es una atleta australiana retirada, especializada en la prueba de 80 m vallas en la que llegó a ser subcampeona olímpica en 1968.

## Carrera deportiva
En los JJ. OO. de México 1968 ganó la medalla de plata en los 80 metros vallas, con un tiempo de 10.46 segundos, llegando a meta tras su paisana australiana Maureen Caird que con 10.39 segundos batió el récord del mundo, y por delante de la china Chi Cheng (bronce con 10.51 s).